# Luo Ruiqing
Luo Ruiqing (ur. 31 maja 1906 w Nanchong w prowincji Syczuan, zm. 3 sierpnia 1978) – chiński wojskowy i polityk komunistyczny.
Ukończył Akademię Wojskową Whampoa. W 1926 roku wstąpił do Komunistycznej Partii Chin. Podczas Długiego Marszu był szefem Biura Bezpieczeństwa KC.
W latach 1949–1959 był ministrem bezpieczeństwa publicznego, następnie wiceministrem obrony, wicepremierem i szefem sztabu generalnego. Po rozpoczęciu rewolucji kulturalnej został w 1966 roku usunięty ze wszystkich stanowisk, uwięziony i torturowany (został wystawiony przez czerwonogwardzistów na pośmiewisko ze złamaną nogą, w koszu na śmieci na pekińskim stadionie). Zrehabilitowany w 1975 roku, krótko przed śmiercią został członkiem Stałego Komitetu OZPL.